# Dépôt de Keiyō
Le dépôt de  Keiyō (京葉車両センター, Keiyō sharyō sentā) est un dépôt de matériel roulant ferroviaire appartenant à la succursale Chiba de la East Japan Railway Company (JR East) et est situé dans la préfecture de Chiba.

## Histoire
Ce centre ferroviaire est un dépôt de matériel roulant chargé d'exploiter les véhicules des lignes Keiyō et Musashino , et sert donc de base aux deux lignes qui forment le "Tokyo Megaloop". Depuis qu'il a été construit , JR East loue l'installation à "l'Agence japonaise de soutien à la construction des chemins de fer et au développement des installations de transport", qui a hérité d'une partie des opérations de l'entreprise publique .
Son précédent nom était  "district ferroviaire électrique de Tsudanuma" (Shin -Narashino Hasha), qui a été ouvert le 3 mars 1986, à la fin de l'ère JNR , lorsque le service de passagers a commencé entre Nishi- Funabashi et le port de Chiba (actuellement Chiba Minato) de la ligne Keiyō.
Ce dépôt a été construit sur le site de construction prévue de la gare de fret de Saginuma , qui devait initialement être construite sur la ligne Keiyo comme ligne de fret à l'époque des chemins de fer nationaux japonais,. Immédiatement après son inauguration, il n'était pas exploité a 100%, mais lorsque la ligne entière fut ouverte, il était prévu qu'elle puisse accueillir 500 voitures et un terrain avait été réservé pour des installations supplémentaires . Il y a 70 véhicules de la série 103 (formation de 10 (4+6) voitures),qui peuvent être divisés ou combinés  ). L'exploitation des trains se fait en formations de 10 voitures pendant les heures de pointe du matin et du soir, et pendant la journée et tard dans la nuit, seule la formation de base de 6 voitures est exploitée.
Avec la privatisation des chemins de fer nationaux le 1er avril 1987 , la ligne Keiyō fut héritée par JR East et placée sous la juridiction de la succursale de Chiba. Le 1er décembre 1988, avec l'ouverture de l'extension vers Shin kiba et Soga et l'agrandissement des installations du dépôt, 30 voitures ont été transférées du district ferroviaire d'Urawa (actuellement Saitama Rolling Stock Center ) et 10 voitures de la série 103 ont été reçues. Des séries 103 purent être augmentées à 10 voitures par formation. Avec l'ouverture de ce service, le type ATS-P a été installé sur tous les caisses avant des véhicules.

### Historique
- 1986
  - 3 mars - Ouverture du dépôt avec  seulement 7 voies de stockage dont une de lavage.
  - Le même jour - combinaison de 7 trains de la série 103 à 10 voitures, 70 wagons affectés au dépôt. La base affiliée a pour nom à l'epoque " le district ferroviaire de Tsudanuma "<Chitsunu>, et les véhicules y sont stationnés en permanence, avec un train de 6 voiture comme formation de base et un train de 4 voitures comme formation auxiliaire.
  - 1er septembre - En raison de changements organisationnels, le service d'inspection et de réparation du district ferroviaire de Tsudanuma a été réorganisé en district ferroviaire de Narashino (Senrashi), et le nom a été changé en dépêche Shin-Narashino du district ferroviaire de Narashino . La formation de base est passée de 6 voitures à 4 voitures, et la formation attachée est passée de 4 voitures à 6 voitures.

- 1987
  - 1er avril - En raison de la privatisation de JNR, elle sera héritée par JR East et sera sous la juridiction de la succursale de Chiba.

- 1988
  - Agrandissement actuel du dépôt en prevision de l'ouverture de 1989 ainsi qu'a l'ouverture de l'extension jusqu'à Shin Kiba

- 1988
  - 1er octobre - En préparation de l'ouverture de la ligne Keiyo entre Tokyo et Shin-kiba, le nom a été changé en Keiyo Preparatory Railway District .

## Structure organisationnelle

### Site principal
Le site est adjacent à la gare de Makuharitoyosuna sur la ligne Keiyo, et l'accès au centre n'est possible que depuis la gare de  Shin-Narashino , et les deux voies intérieures de cette station se connectent aux voies normales ainsi qu'à celles du viaduc menant au centre via des jonctions voies doubles.
Sur ce site, on effectue des inspections de surveillance d'usure, des inspections d'entretien fonctionnel, des inspections de maintenance poussées, des réparations, et des lavages de carrosserie pour les véhicules de la flotte stationnée. Les contrôles et la maintenance fonctionnelle sont effectués sur 1 à 2 trains par jour.
Bien que la ligne d'entrée/sortie soit visuellement à double voie, il s'agit, en terme d'exploitation, de 2 lignes uniques parallèles, les deux voies sont traitées comme voies de section d'entrée/sortie 1 et 2 en double sens, et il est donc possible d'entrer et de sortir à partir des deux lignes indépendamment. Sur la voie 1, un appareil de mesure à pantographe à planches frottantes est installé devant les aiguillages à l'entrée centrale, et la vitesse de passage est limitée à 15 km/h ou moins.
Le tracé des voies est divisé en 2 faisceau de voies : le faisceau Ouest du côté Shin-Narashino, et le faisceau Est du côté de Kaihin Makuhari. Le faisceau Ouest est principalement composé de voies de détention/stockage, et le faisceau Est a un groupe de voies d'inspection et de maintenance ainsi que d'autres pour le lavage.
La ligne prévue pour le fraisage des roues est coté sud (le long de la ligne principale). Le faisceau ouest est composé de 14 voies de garage composées de 2 emplacements accolés formant une voie de stockage de 345 m de long (West 1-14, et West 1-10) pouvant accueillir deux trains de 8 voitures ou 1 train de 10 voitures et un train à 8 voitures. Il y a une voie qui passe entre la voie dédiée au fraisage et la voie 14 de stockage, permettant le transit vers le coté est du dépôt. La section centrale en forme de sablier permet de transiter depuis n'importe voie de détention coté ouest, vers n'importe qu'elle voie du faisceau Est, plus la voie de sortie. Le faisceau est est composé au nord d'une seconde voie de fraisage (avec atelier à cheval dessus) et de 14 voies de stockage de 220 m de long. 2 d'entre elles sont totalement incluses dans un bâtiment d'atelier, les autres étant à l'air libre.
Depuis le coté sud les voies 11 et 12 sont des voies de réparation, les voies 1 à 6 servent à la rétention des véhicules, les voies 7 à 9 servent pour laver les carrosseries et un poste d'inspection à pantographe est installé.
Les voies 13 et 14, où sont effectués les contrôles de maintenance ainsi que l'inspection et la réparation des véhicules présentant des défauts, sont situées dans le hangar. Des vérins de levage (chandelles) sont installés à l'intérieur, permettant le remontage des climatiseurs, le remplacement des bogies, des panneaux avant et latéraux, etc. Il est possible de remplacer les vitres.

## Trains affectés

### Actuels
Les véhicules déployés au 1er avril 2023 sont les suivants,
Le dépôt exploite des trains dans des configurations de 10 et 8 voitures.
- Train de la série E233 (240 voitures)
  - Série E233-5000 : 20 Formations de 10 voitures  (formation 501 - 520) 200 voitures, 4 formations combinées de 10 voitures (formation composée de train à  4 voitures (F51 - F54) + trains à 6 voitures (formation 551 - 554)) un total de 40 voitures.
  - L'exploitation commerciale a commencé le 1er juillet 2010 et, à partir de l'été , elle a été progressivement introduite en remplacement des séries 201 et 205 de la ligne Keiyo .

- Train de la série 209 (98 voitures)
- Train de 10 voitures (pour la ligne Keiyo)
  - Série 209-500 une unique formation de 10 voitures  (F34).

- Train de 8 voitures (pour la ligne Musashino)
  - Il existe 88 voitures de la série 209-500 (11 trains) (trains M71 - M77, M81 - M84).

- Train de la série 231 (272 voitures)
- Série 231-0
  - Il existe 264 voitures pour 33 formations de 8 voitures  (trains MU2 - MU22, MU31 - MU39, MU41 - MU43).

- Série 231-900
  - Il y a 8 voitures dans une formation unique  (formation 1 MU)

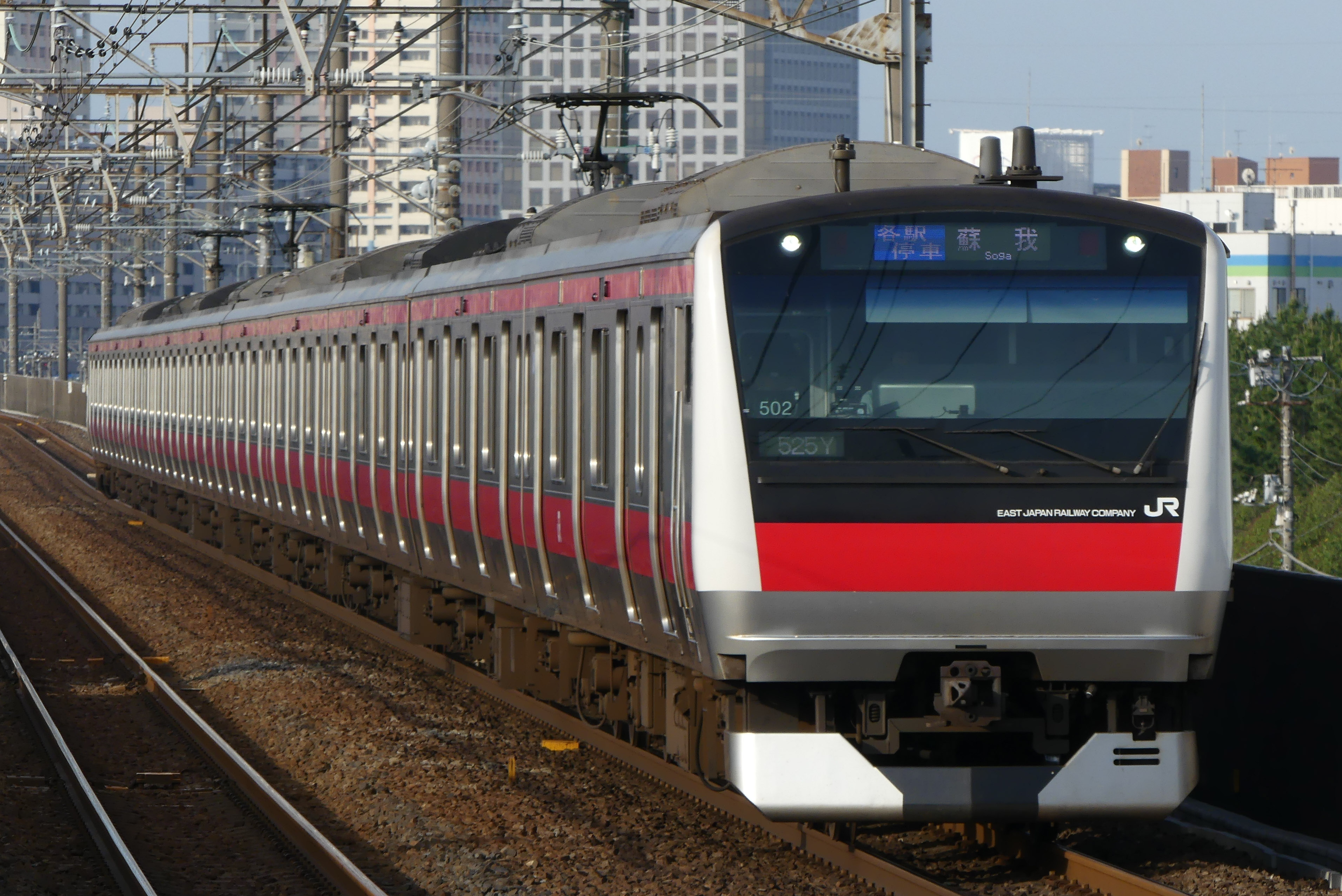
Série E233-5000
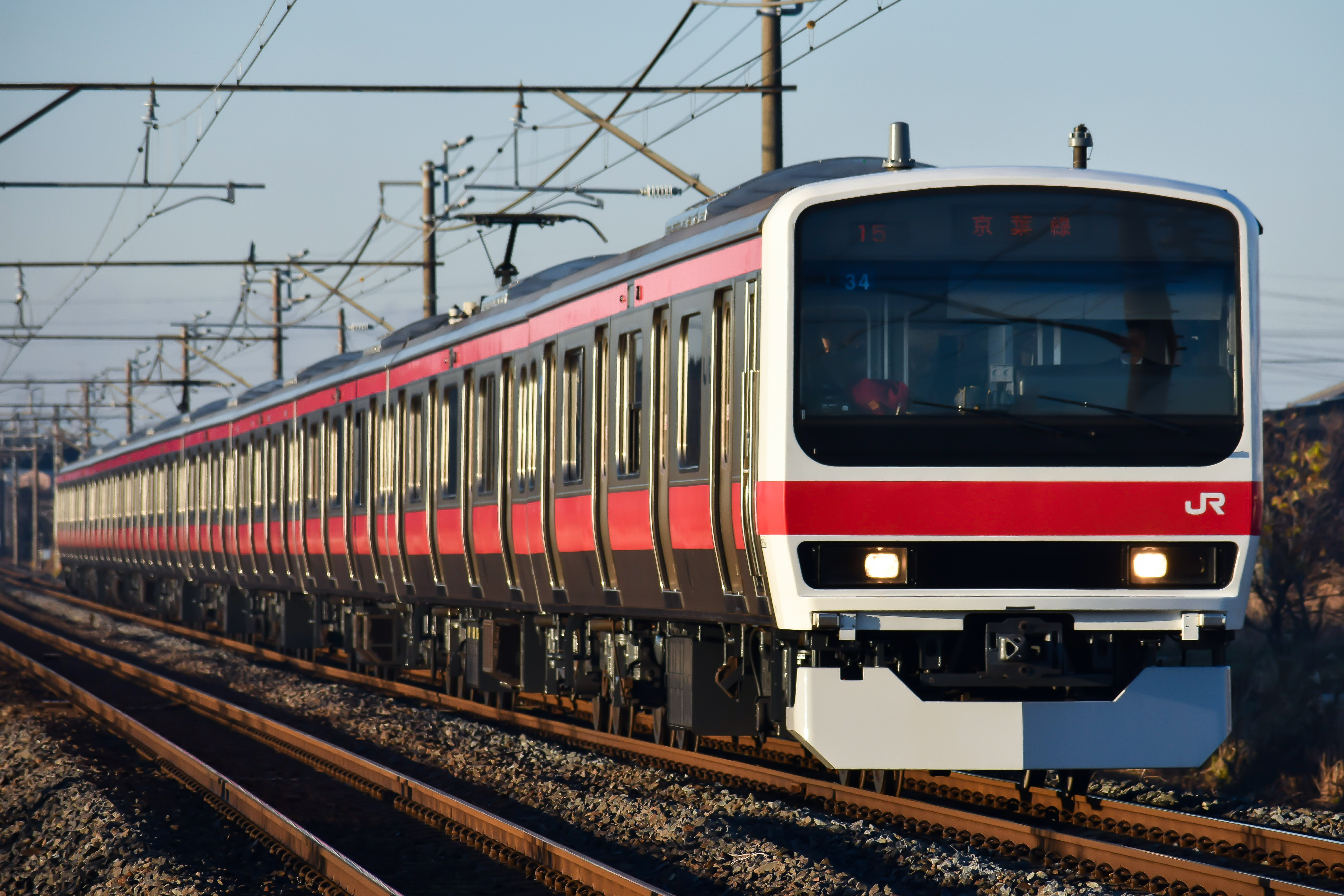
L'unique série 209-500 de la ligne Keiyō
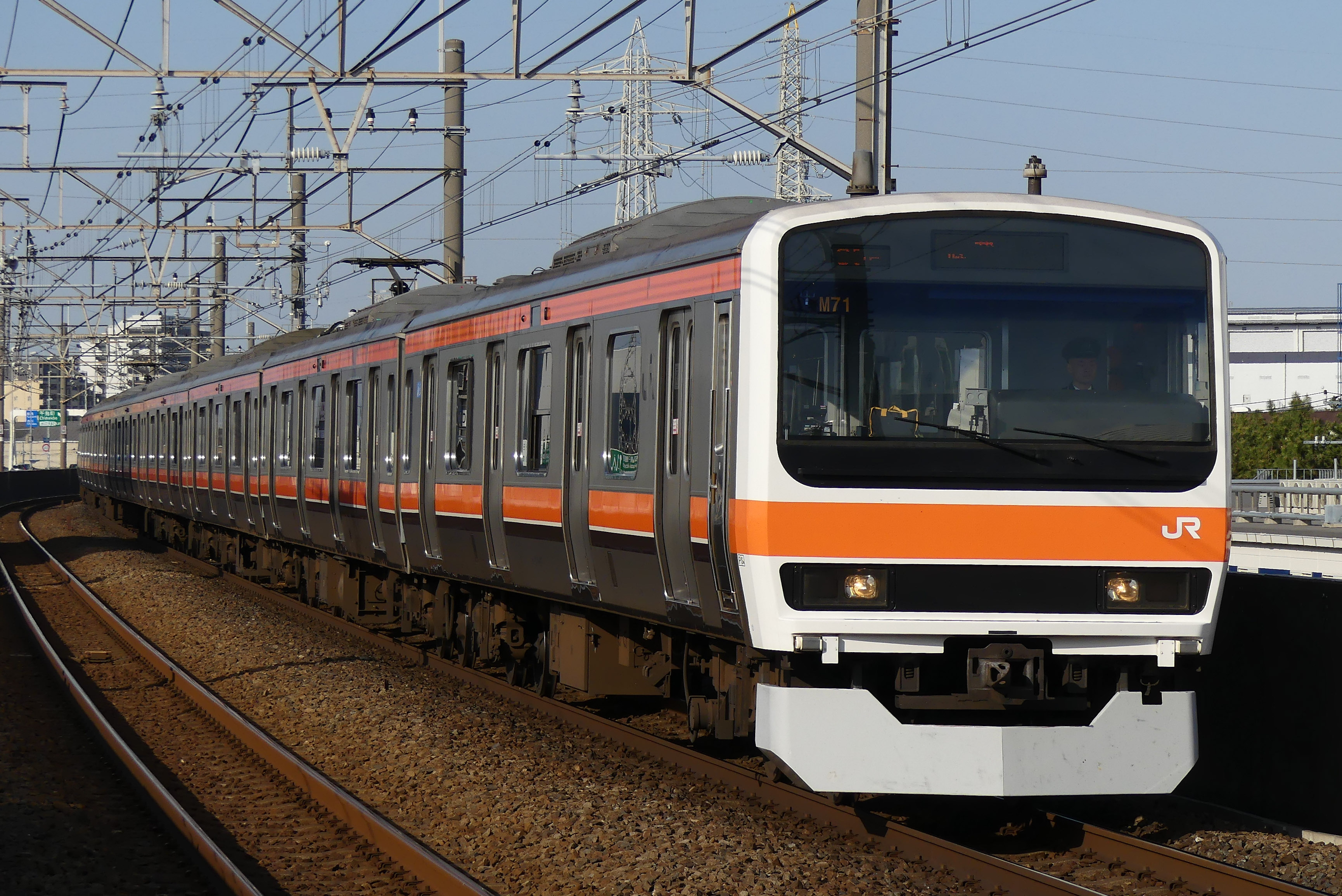
Série 209-500 Musashino Line
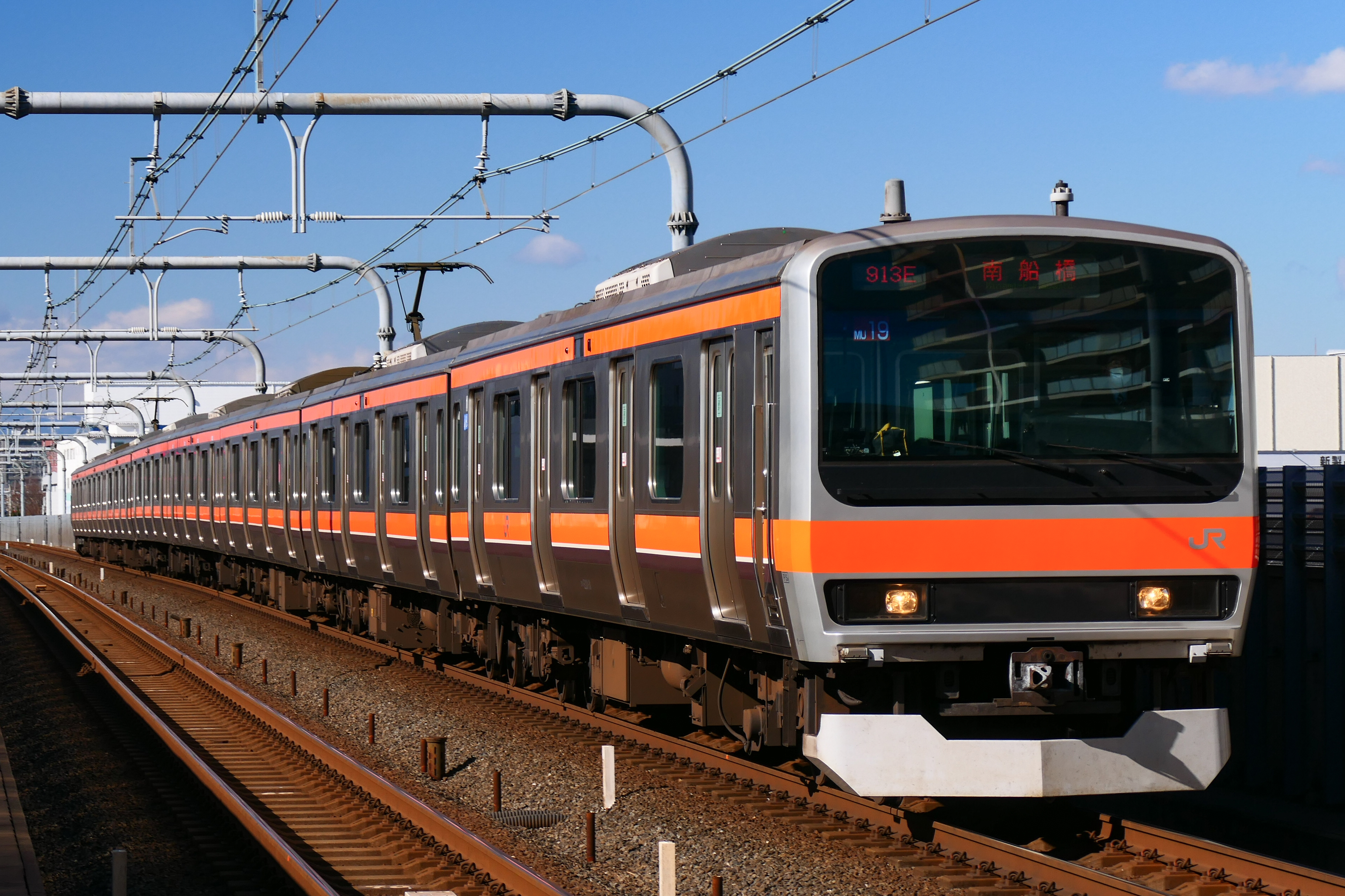
Série E231-0 Musashino Line
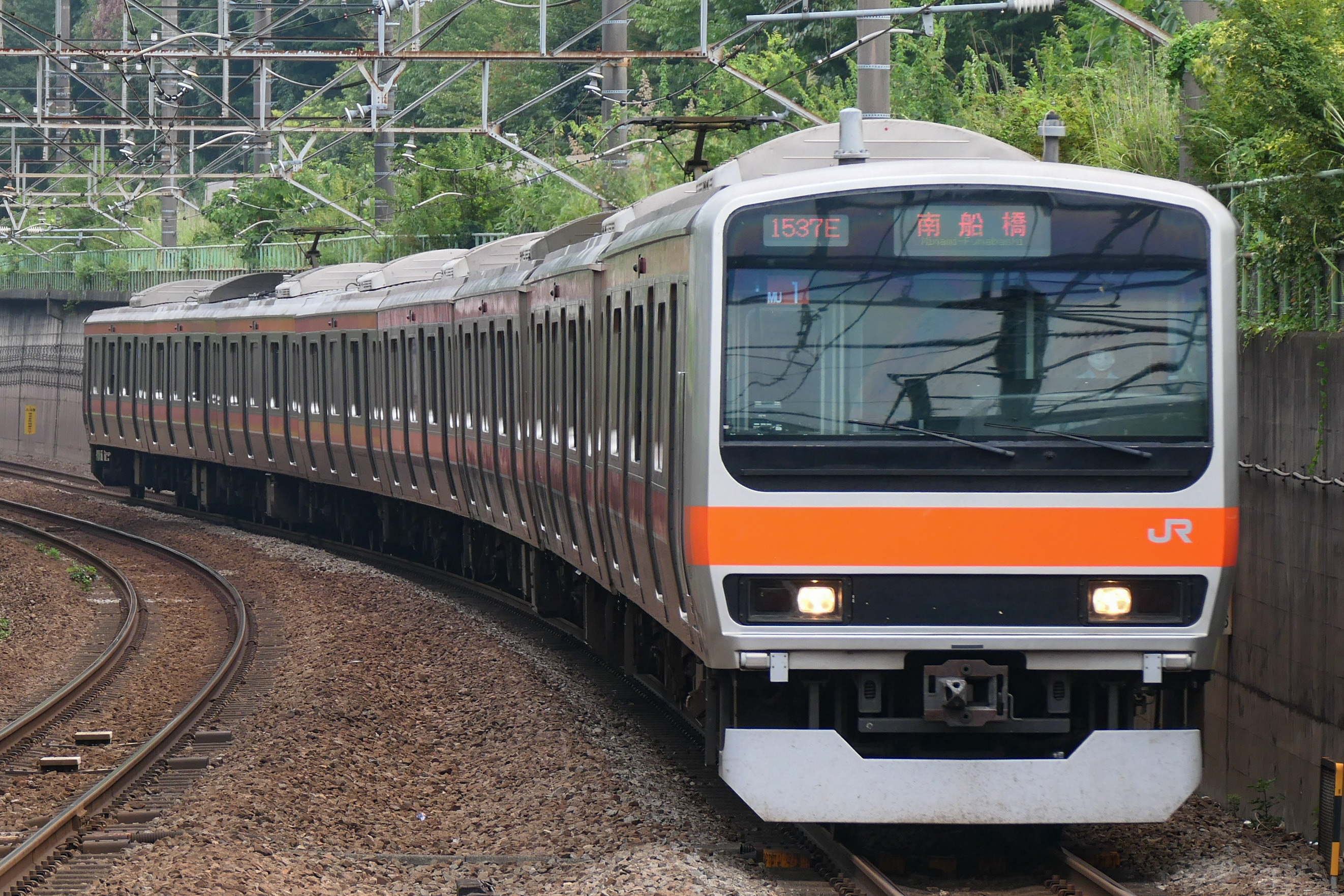
L'unique Série E231-900 Musashino Line

### Anciens
Pour la ligne Keiyo
- Train de la Série 331
  - Un train de 14 voitures experimental. Le numéro de formation était AK1.

L'exploitation commerciale a commencé sur la ligne Keiyo avec la révision des horaires le 18 mars 2007, et l'exploitation pendant les heures de pointe en semaine a été évitée du point de vue de l'attente des passagers, et l'exploitation a été limitée aux samedis et jours fériés uniquement. Il a repris ses activités en décembre 2008, mais a été de nouveau retiré en 2009, n'a repris son activité que les samedis et jours fériés à partir du 3 avril 2010, puis a cessé son activité régulière à partir de 2011.
Ce type n'était pas éligible au remplacement avec l'introduction de la série E233 série 5000, et à compter du 2 avril 2014, il a été abandonné et le type a disparu .
- Train de la Série 205
  - Elles effectueront les services sur les deux lignes (Keiyo et Musashino) durant de nombreuses années ,les dernières de la Musashino étant radiés et vendues en 2020.
  - En raison de l'achèvement de l'introduction de la série E233, l'exploitation régulière sur la même ligne des series 205 a pris fin le 25 juillet 2011.
  - Série 205-0 et 205-5000 pour l'exploitation de la ligne Musashino.Les seconde différaient par de l'equipement IGBT .Les Serie 205-0 auront une face avant modifiée.

- Train de la Série 201
  - Utilisant des formations à 10 voitures et des formations 6+4.
  - Des séries 201-0 et 201-900 seront utilisées.

- Train de la Série 103
  - Trains présents lors de l'ouverture du centre et de la ligne Keiyo.
  - A l'origine ce furent des trains a 6 voitures sur la ligne musashino puis augmenté a 8 voitures.

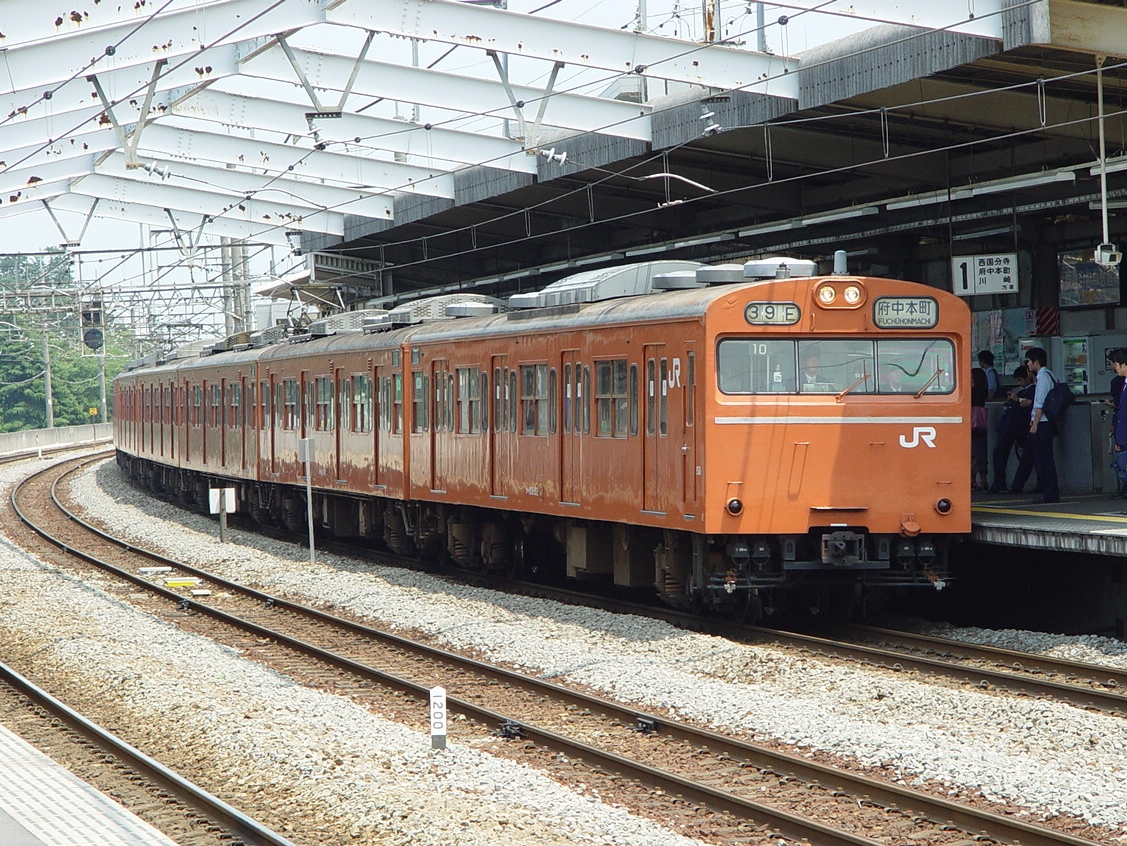
Serie 103 Ligne Musashino
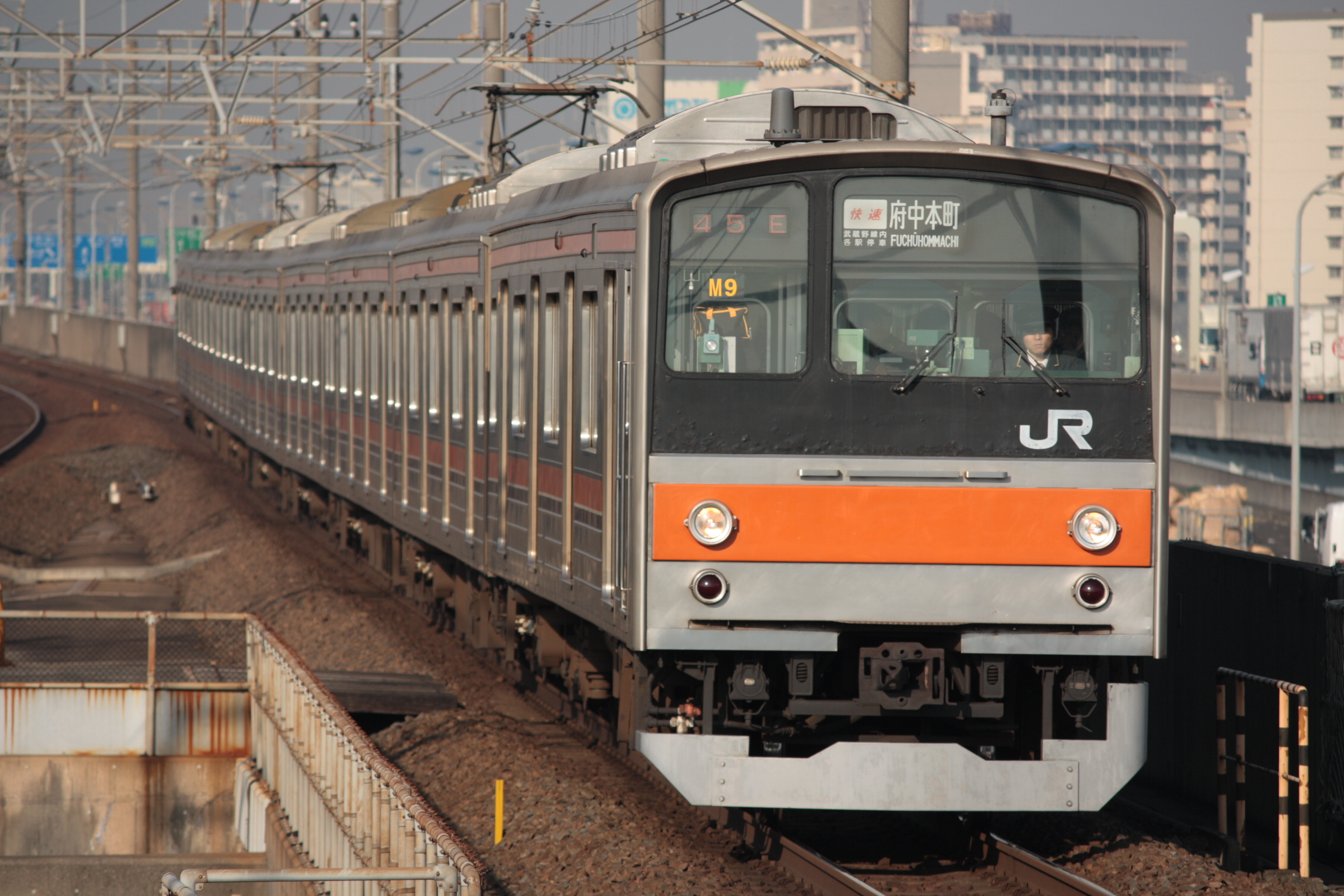
Serie 205-5000 Ligne Musashino
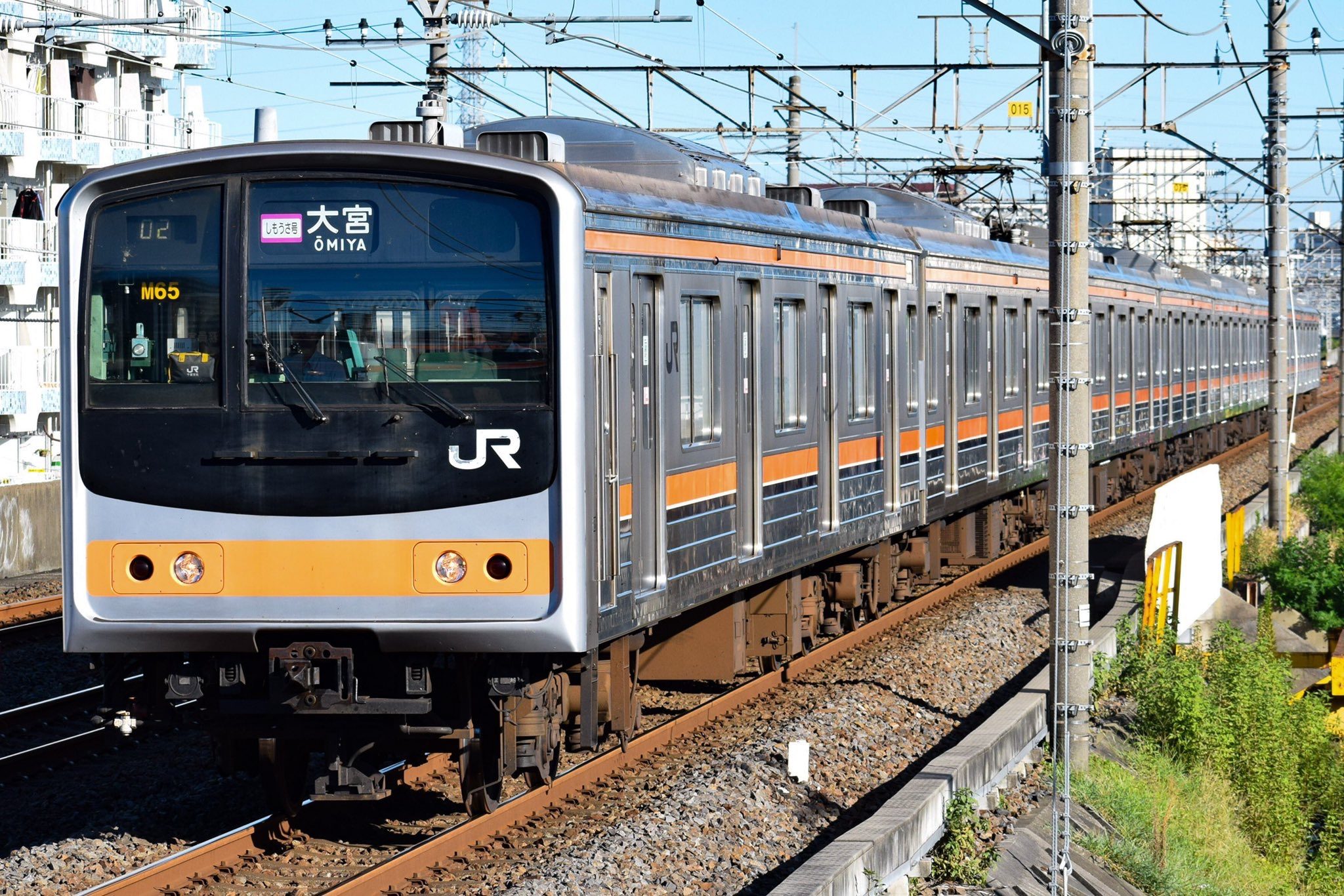
Serie 205-0 Ligne Musashino
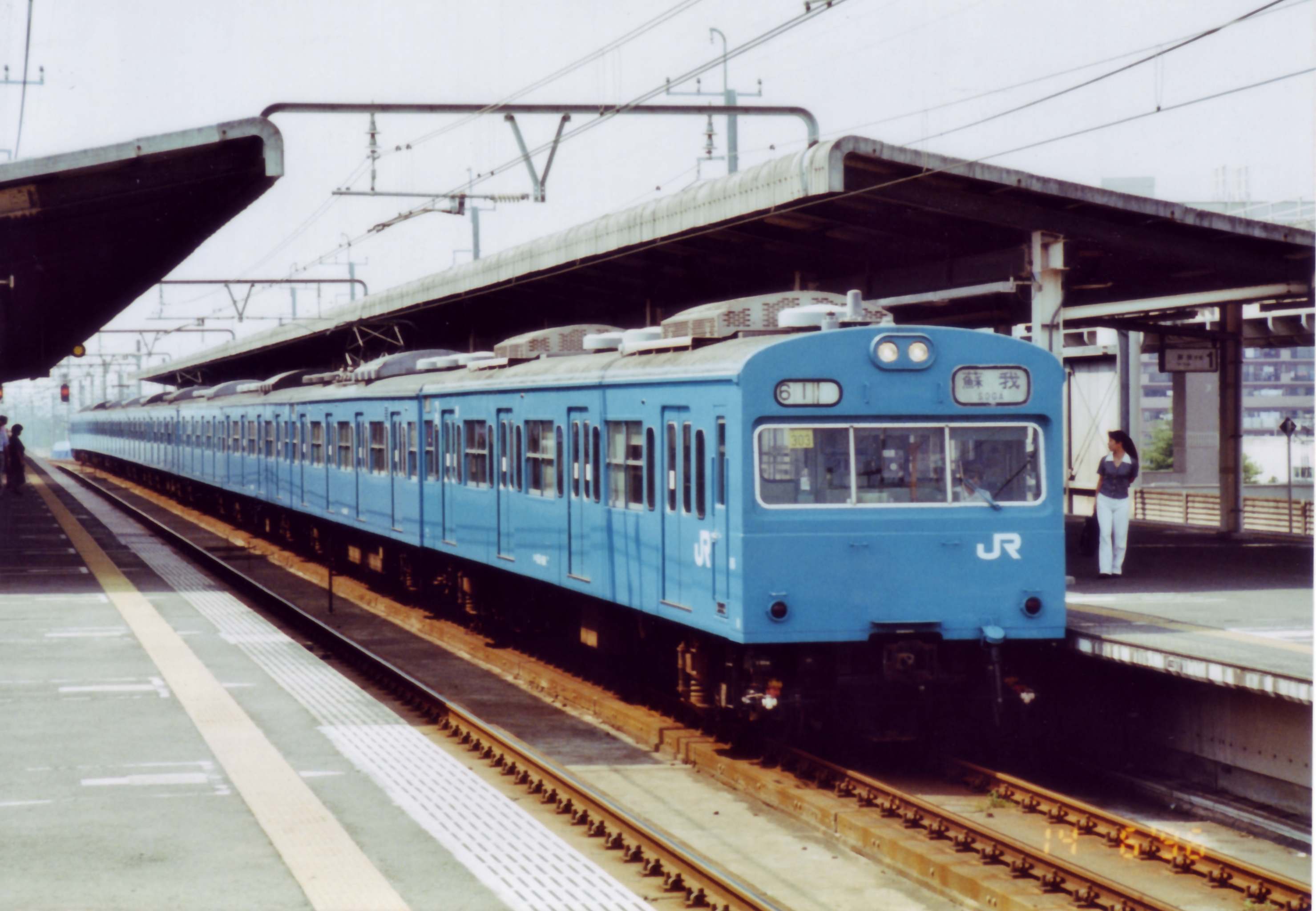
Serie 103 Keiyo Line
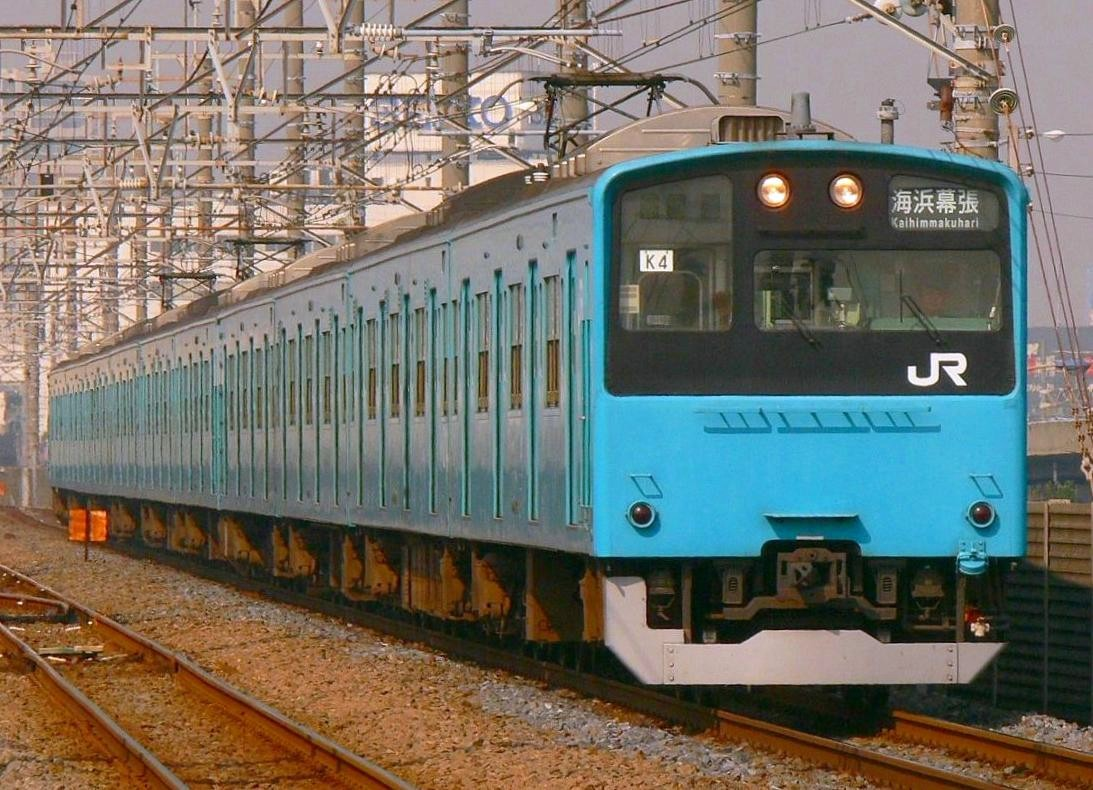
Serie 201 Keiyo Line
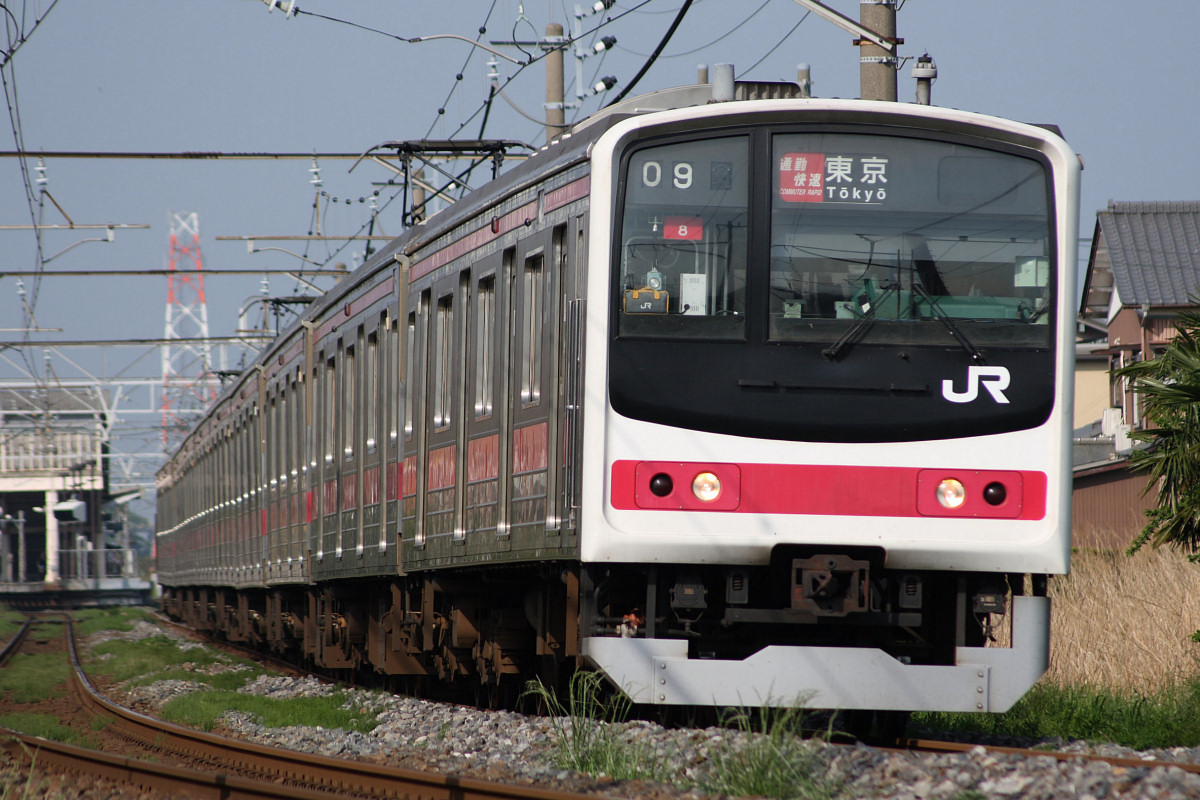
Serie 205-0 Keiyo Line
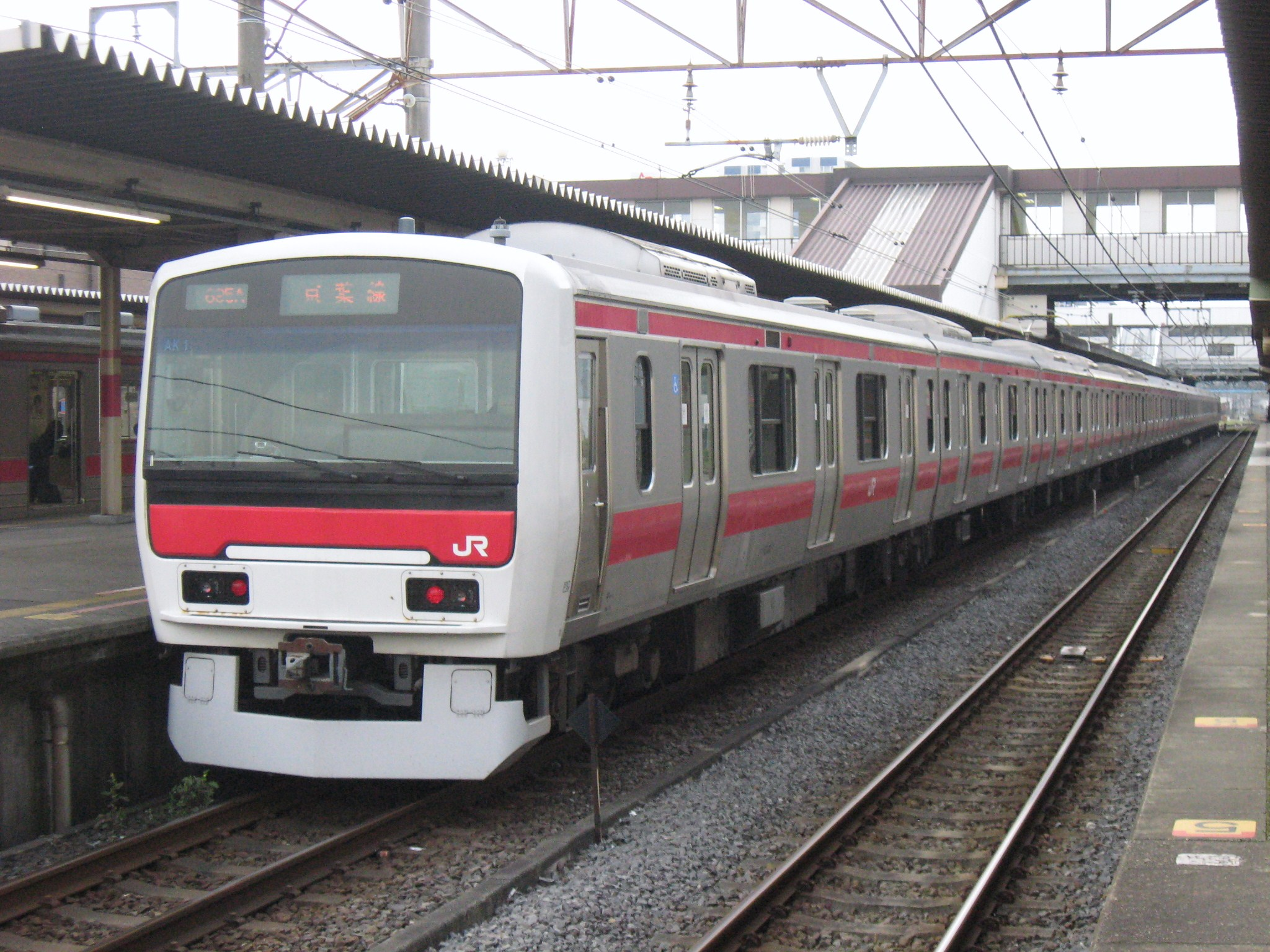
Serie 331 Keiyo Line

### Abréviation d'affiliation
« Chikeyo » : se compose de « Chi » signifiant succursale de Chiba et de « Keyo » signifiant Keiyo.

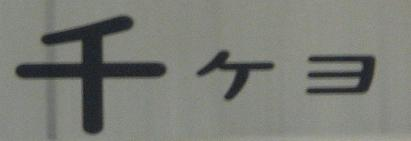
Abreviation d'affiliation marqué sur les trains